# ماكسيمو باز
ماكسيمو باز هو محامي وسياسي أرجنتيني، ولد في 15 أبريل 1851 في بوينس آيرس في الأرجنتين، وتوفي بنفس المكان في 7 نوفمبر 1931. نشط حزبياً في حزب الاستقلال الوطني. وقد انتخب Governor of Buenos Aires Province ‏ وانتخب عضو مجلس الشيوخ الأرجنتيني ‏ عن دائرة بوينس آيرس (3 يناير 1891 – 30 أبريل 1895) وانتخب عضو مجلس النواب في الأرجنتين ‏.